# تفراوت نشاهد (إد حماد أو براهيم)
تفراوت نشاهد هو دُوَّار يقع بجماعة آيت الرخا، إقليم سيدي إفني، جهة كلميم واد نون في المملكة المغربية. ينتمي الدوّار لمشيخة إد حماد أو براهيم التي تضم 23 دوار. يقدر عدد سكانه بـ 317 نسمة حسب الإحصاء الرسمي للسكان والسكنى لسنة 2004.

## روابط خارجية
- البوابة الوطنية للجماعات الترابية نسخة محفوظة 12 مارس 2018 على موقع واي باك مشين.
- المندوبية السامية للتخطيط